# Luchthaven Dakar
De Aéroport Militaire Léopold Sédar Senghor à Dakar, de voormalige internationale luchthaven Léopold Sédar Senghor (Frans: Aéroport international Léopold-Sédar-Senghor) was tot 7 december 2017 de internationale luchthaven van Dakar, de hoofdstad van Senegal. Het vliegveld ligt in de buurt van Yoff, een stad ten noorden van Dakar. Vroeger was het vliegveld bekend als de internationale luchthaven van Dakar Yoff (Frans: Aéroport international de Dakar-Yoff) tot 9 oktober 1996, toen het vernoemd werd naar Léopold Sédar Senghor, de eerste president van Senegal.
De luchthaven heeft de capaciteit om grote vliegtuigen te verwerken, zoals de Boeing 747. In 2007 werd ze "de slechtste luchthaven ter wereld" genoemd op Salon.com, waar werd opgemerkt dat er een sfeer hangt "van opsluiting en in zekere mate van gevaar".
In 2009 maakten ongeveer 1,5 miljoen passagiers gebruik van de luchthaven.
Een vervangend vliegveld werd vanaf 2007 gebouwd, ongeveer 45 kilometer landinwaarts vanaf Léopold Sédar Senghor. De luchthaven, vernoemd naar de eerste zwarte Afrikaanse man die in 1914 werd verkozen voor het Franse parlement, Blaise Diagne, werd ontworpen met een beoogde capaciteit voor drie miljoen passagiers per jaar, twee keer zoveel als Léopold Sédar Senghor. Aanvankelijk werd verwacht dat de constructie dertig maanden zou duren; de verwachte opleverdatum verschoof van 2011, naar 2014, 2015 en 2016. Uiteindelijk werd de luchthaven in december 2017 geopend.
Na de opening op 7 december 2017 van de internationale luchthaven Blaise Diagne (AIBD), werd de luchthaven Léopold Sédar Senghor door het decreet 2017-2022 omgevormd tot een militair vliegveld en werd het management sinds 8 december 2017 aan het nationale leger toevertrouwd.

## Incidenten
- Op 29 augustus 1960 stortte vlucht 343 van Air France neer, toen de piloot probeerde te landen in de voorloper van orkaan Donna. Alle 63 inzittenden kwamen om.